# Bero-Zentrum Oberhausen
Das Bero-Zentrum (Eigenschreibweise BERO) ist ein Einkaufszentrum in Oberhausen. Es befindet sich auf der Concordiastraße im Zentrum der Stadt. Das 1971 eröffnete und mehrmals renovierte Einkaufszentrum gehört zu den ältesten in Deutschland. Es war das erste geschlossene Einkaufszentrum des Ruhrgebiets. Auf einer Verkaufsfläche von rund 44.000 m² werden Produkte, Waren und Dienstleistungen angeboten; außerdem sind Gastronomiebetriebe im Zentrum zu finden. Das Bero zählt rund 17.000 Kunden täglich.

## Geschichte
Das BERO wurde am 1. April 1971 auf dem Gelände der früheren Zeche Concordia eröffnet und am 14. Oktober 1971 offiziell seiner Bestimmung übergeben. Nach einem kleinen Brand 1974 und einem Großbrand 1983 wurde das Bero renoviert.
Der Name Bero steht für „Betriebe Erich Rothenfußer“ und geht auf den gleichnamigen Gründer zurück. An anderer Stelle heißt es, dass das Bero nach beiden Anfangsbuchstaben der beiden Investoren Werner Bensch und Erich Rothenfußer benannt wurde. Das Einkaufszentrum sollte ursprünglich in München gebaut werden. Zu den ersten Besuchermagneten des Beros zählte der Einzelhändler Allkauf (heute Kaufland). Im Jahr 1972 kam das Gartencenter „Flora“ hinzu.
Bis zum Jahr 2006 gehörte der Kinder- und Spielzeugfachmarkt Bonniland zu den größten Ankermietern des Bero-Zentrums. In einem Vorbau mit Runddach war von 1981 bis 1984 das Rollerdrome, eine Rollschuh-Disco, untergebracht.
Das Bero Zentrum befindet sich im Eigentum einer Reihe südafrikanischer Investoren, darunter der Fondsgesellschaft Zenprop, die das Einkaufszentrum gemeinsam im Jahr 2011 erworben hat. Der Asset Manager Kintyre Investments GmbH aus Frankfurt am Main hat im Jahr 2016 im Auftrag der Eigentümer die langfristige Finanzierung für das BERO-Zentrum Oberhausen neu strukturiert.
Im Jahre 2013 begannen Arbeiten zu einer Modernisierung und Vergrößerung des Einkaufszentrums um 16.000 m² auf 44.000 m². Richtfest war am 13. Mai 2014, die endgültige Fertigstellung am 26. September 2015. Die Investitionssumme des Eigentümer-Konsortiums lag bei 40 Millionen Euro. Die Erweiterung war in Teilen umstritten. So bestand die Sorge vor weiter steigenden Ladenmieten, die zur Abwanderung von Einzelhändlern führen könnte. Zur Abgrenzung gegen das Centro wurde das Bero als Nahversorger mit einer Fachmarktzeile und viel Lebensmittel und eher geringem Textilanteil und Arztpraxen positioniert.
Im Jahr 2019 wurde berichtet, dass der im Rahmen der Erweiterung des Beros geschaffene Food-Court weitestgehend leer steht.
Die nach Ladenfläche größten Mieter des Bero Zentrums sind Kaufland, Aldi Süd und Medimax. Daneben gibt es rund 80 Shops im Bero für den kurz- und längerfristigen Bedarf.